# Província do Maranhão
A Província do Maranhão foi uma província do Reino Unido de Portugal, Brasil e Algarves, e posteriormente do Império do Brasil, tendo sido criada em 28 de fevereiro de 1821 a partir da Capitania do Maranhão.
A Capitania do Maranhão foi fundada em 1535 por Fernando Álvares de Andrade, mas só começou a ser efetivamente colonizada a partir do século XVII. A região era rica em recursos naturais, como madeira, pau-brasil e ouro, o que atraiu a atenção de colonos portugueses.
No século XVIII, o Maranhão tornou-se um importante centro econômico e cultural do Brasil. A cidade de São Luís, a capital da província, era um importante porto comercial e um centro de produção de açúcar e algodão.
A Província do Maranhão foi um dos primeiros territórios do Brasil a proclamar a independência do Reino Unido de Portugal, Brasil e Algarves, em 22 de agosto de 1822. A província foi, portanto, um importante ator na luta pela independência do Brasil.
A Província do Maranhão continuou a existir como unidade administrativa até 1889, quando foi extinta com a proclamação da República do Brasil.
A Província do Maranhão teve um papel importante na história do Brasil. A região foi um importante centro econômico e cultural, e foi um dos primeiros territórios do Brasil a proclamar a independência.
Algumas das principais características da Província do Maranhão eram:
- A região era rica em recursos naturais, como madeira, pau-brasil e ouro.
- A província era um importante centro econômico e cultural.
- A província foi um dos primeiros territórios do Brasil a proclamar a independência.

A Província do Maranhão teve um impacto significativo no desenvolvimento do Brasil. A região ajudou a impulsionar a economia brasileira e contribuiu para a formação da identidade nacional.